# Eishockey-Weltmeisterschaft der U18-Frauen 2020
Die 13. Eishockey-Weltmeisterschaften der U18-Frauen der Internationalen Eishockey-Föderation IIHF waren die Eishockey-Weltmeisterschaften des Jahres 2020 in der Altersklasse der Unter-Achtzehnjährigen (U18). Insgesamt nahmen zwischen dem 26. Dezember 2019 und 2. Februar 2020 28 Nationalmannschaften an den fünf Turnieren der Top-Division sowie der Divisionen I und II teil.

## Teilnehmer, Austragungsorte und -zeiträume
- Top-Division: 26. Dezember 2019 bis 2. Januar 2020 in Bratislava, Slowakei

Teilnehmer:  Finnland,  Kanada (Titelverteidiger),  Russland,  Schweden,  Schweiz,  Slowakei (Aufsteiger),  Tschechien,  USA
- Division I
  - Gruppe A: 3. bis 9. Januar 2020 in Füssen, Deutschland
Teilnehmer:  Dänemark,  Deutschland,  Frankreich (Aufsteiger),  Italien,  Japan (Absteiger),  Ungarn
  - Gruppe B: 2. bis 8. Januar 2020 in Katowice, Polen
Teilnehmer:  Volksrepublik China,  Großbritannien,  Norwegen,  Österreich (Absteiger),  Polen,  Südkorea (Aufsteiger)

- Division II
  - Gruppe A: 25. bis 28. Januar 2020 in Eindhoven, Niederlande
Teilnehmer:  Australien,  Republik China (Taiwan),  Kasachstan,  Niederlande (Absteiger)
  - Gruppe B: 28. Januar bis 2. Februar 2020 in Mexiko-Stadt, Mexiko
Teilnehmer:  Mexiko,  Neuseeland (Neuling),  Spanien,  Türkei

## Top-Division
Die U18-Weltmeisterschaft der Top-Division wurde vom 26. Dezember 2019 bis 2. Januar 2020 in der slowakischen Landeshauptstadt Bratislava ausgetragen. Die Spiele fanden im Zimný štadión Vladimíra Dzurillu statt, die zwei Eishockeyspielfelder beherbergt, darunter die Haupthalle mit 3.500 Plätzen.
Am Turnier nehmen acht Nationalmannschaften teil, die in zwei leistungsmäßig abgestuften Gruppen zu je vier Teams spielten. Dabei setzten sich die beiden Gruppen nach den Platzierungen der Nationalmannschaften bei der Weltmeisterschaft 2019 nach folgendem Schlüssel zusammen:
| Gruppe A     | Gruppe B       |
| Kanada (1)   | Schweden (5)   |
| USA (2)      | Schweiz (6)    |
| Finnland (3) | Tschechien (7) |
| Russland (4) | Slowakei (9)   |

### Modus
Nach den Gruppenspielen der Vorrunde qualifizierten sich der Gruppenerste und -zweite der Gruppe A direkt für das Halbfinale. Der Dritte und Vierte derselben Gruppe erreichten das Viertelfinale. In der Gruppe B galt dies für den Gruppenersten und -zweiten. Die Teams im Viertelfinale bestritten je ein Qualifikationsspiel zur Halbfinalteilnahme. Der Dritte und Vierte der Gruppe B bestritten eine Best-of-Three-Runde um den siebten Platz sowie den Abstieg in die Division IA.

### Austragungsort
| \| Bratislava \|                     |
| Austragungsort der Weltmeisterschaft |
| Bratislava                           |

| Bratislava |

### Vorrunde

#### Gruppe A
| 26. Dezember 2019 12:30 Uhr (Ortszeit) | Kanada | 3:2 n. V. (1:0, 1:0, 0:2, 1:0) Spielbericht | Russland | Halle I, Bratislava Zuschauer: 298 |

| 26. Dezember 2019 16:30 Uhr | USA | 4:1 (1:1, 2:0, 1:0) Spielbericht | Finnland | Halle I, Bratislava Zuschauer: 311 |

| 27. Dezember 2019 12:30 Uhr | Finnland | 1:4 (1:1, 0:0, 0:3) Spielbericht | Kanada | Halle I, Bratislava Zuschauer: 378 |

| 27. Dezember 2019 16:30 Uhr | USA | 1:0 (0:0, 0:0, 1:0) Spielbericht | Russland | Halle I, Bratislava Zuschauer: 292 |

| 29. Dezember 2019 12:30 Uhr | Kanada | 2:1 (1:0, 0:0, 1:1) Spielbericht | USA | Halle I, Bratislava Zuschauer: 719 |

| 29. Dezember 2019 16:30 Uhr | Russland | 4:2 (1:1, 3:1, 0:0) Spielbericht | Finnland | Halle I, Bratislava Zuschauer: 320 |

| Pl. |          | Sp | S | OTS | OTN | N | Tore  | Punkte |
| 1.  | Kanada   | 3  | 2 | 1   | 0   | 0 | 09:04 | 8      |
| 2.  | USA      | 3  | 2 | 0   | 0   | 1 | 06:03 | 6      |
| 3.  | Russland | 3  | 1 | 0   | 1   | 1 | 06:06 | 4      |
| 4.  | Finnland | 3  | 0 | 0   | 0   | 3 | 04:12 | 0      |

Abkürzungen: Pl. = Platz, Sp = Spiele, S = Siege, OTS = Siege nach Verlängerung (Overtime) oder Penaltyschießen, OTN = Niederlagen nach Verlängerung oder Penaltyschießen, N = Niederlagen

Erläuterungen: Halbfinalqualifikant, Viertelfinalqualifikant

#### Gruppe B
| 26. Dezember 2019 16:30 Uhr (Ortszeit) | Schweiz | 2:1 n. V. (0:1, 0:0, 1:0, 1:0) Spielbericht | Tschechien | Halle II, Bratislava Zuschauer: 99 |

| 26. Dezember 2019 20:30 Uhr | Schweden | 4:2 (0:0, 3:0, 1:2) Spielbericht | Slowakei | Halle I, Bratislava Zuschauer: 543 |

| 27. Dezember 2019 16:30 Uhr | Tschechien | 3:1 (1:0, 0:1, 2:0) Spielbericht | Schweden | Halle II, Bratislava Zuschauer: 100 |

| 27. Dezember 2019 20:30 Uhr | Schweiz | 2:3 n. V. (0:0, 0:1, 2:1, 0:1) Spielbericht | Slowakei | Halle I, Bratislava Zuschauer: 527 |

| 29. Dezember 2019 16:30 Uhr | Schweden | 2:0 (1:0, 0:0, 1:0) Spielbericht | Schweiz | Halle II, Bratislava Zuschauer: 99 |

| 29. Dezember 2019 20:30 Uhr | Slowakei | 1:5 (0:1, 0:2, 1:2) Spielbericht | Tschechien | Halle I, Bratislava Zuschauer: 1.248 |

| Pl. |            | Sp | S | OTS | OTN | N | Tore  | Punkte |
| 1.  | Tschechien | 3  | 2 | 0   | 1   | 0 | 09:04 | 7      |
| 2.  | Schweden   | 3  | 2 | 0   | 0   | 1 | 07:05 | 6      |
| 3.  | Schweiz    | 3  | 0 | 1   | 1   | 1 | 04:06 | 3      |
| 4.  | Slowakei   | 3  | 0 | 1   | 0   | 2 | 06:11 | 2      |

Abkürzungen: Pl. = Platz, Sp = Spiele, S = Siege, OTS = Siege nach Verlängerung (Overtime) oder Penaltyschießen, OTN = Niederlagen nach Verlängerung oder Penaltyschießen, N = Niederlagen

Erläuterungen: Viertelfinalqualifikant, Abstiegsrundenqualifikant

### Abstiegsrunde
Die Relegationsrunde wird im Modus Best-of-Three ausgetragen. Hierbei treffen der Dritt- und Viertplatzierte der Gruppe B aufeinander. Die Mannschaft, die von maximal drei Spielen zuerst zwei für sich entscheiden kann, verbleibt in der WM-Gruppe, der Verlierer steigt in die Division I ab.
| 30. Dezember 2019 20:30 Uhr (Ortszeit) | Schweiz | 4:1 (4:0, 0:0, 0:1) Spielbericht Stand: 1:0 | Slowakei | Halle II, Bratislava Zuschauer: 100 |

| 1. Januar 2020 16:30 Uhr | Slowakei | 1:2 (1:0, 0:2, 0:0) Spielbericht Stand: 0:2 | Schweiz | Halle II, Bratislava Zuschauer: 100 |

### Finalrunde
|  | Viertelfinale    | Viertelfinale | Viertelfinale |    |          | Halbfinale | Halbfinale | Halbfinale |    |          | Finale           | Finale           | Finale           |
|  |                  |               |               |    |          |            |            |            |    |          |                  |                  |                  |
|  |                  |               |               |    |          | A1         | Kanada     | 4          |    |          |                  |                  |                  |
|  | A4               | Finnland      | 3             |    |          | A4         | Finnland   | 1          |    |          |                  |                  |                  |
|  | B1               | Tschechien    | 1             |    |          |            |            |            |    | A1       | Kanada           | 1                |                  |
|  |                  |               |               |    | A2       | USA        | 2          |            |    |          |                  |                  |                  |
|  |                  |               |               | A2 | USA      | 3          |            |            |    |          |                  |                  |                  |
|  | A3               | Russland      | 4             |    |          | A3         | Russland   | 0          |    |          | Spiel um Platz 3 | Spiel um Platz 3 | Spiel um Platz 3 |
|  | B2               | Schweden      | 0             |    |          |            |            |            | A3 | Russland | 6                |                  |                  |
|  |                  |               |               | A4 | Finnland | 1          |            |            |    |          |                  |                  |                  |
|  |                  |               |               |    |          |            |            |            |    |          |                  |                  |                  |
|  | Spiel um Platz 5 |               |               |    |          |            |            |            |    |          |                  |                  |                  |
|  | B1               | Tschechien    | 0             |    |          |            |            |            |    |          |                  |                  |                  |
|  | B2               | Schweden      | 1             |    |          |            |            |            |    |          |                  |                  |                  |

#### Viertelfinale
| 30. Dezember 2019 16:30 Uhr (Ortszeit) | Finnland | 3:1 (2:0, 1:0, 0:1) Spielbericht | Tschechien | Halle I, Bratislava Zuschauer: 213 |

| 30. Dezember 2019 20:30 Uhr | Russland | 4:0 (2:0, 0:0, 2:0) Spielbericht | Schweden | Halle I, Bratislava Zuschauer: 193 |

#### Spiel um Platz 5
| 1. Januar 2020 20:30 Uhr | Tschechien | 0:1 (0:0, 0:0, 0:1) Spielbericht | Schweden | Halle I, Bratislava Zuschauer: 152 |

#### Halbfinale
| 1. Januar 2020 12:30 Uhr | Kanada | 4:1 (3:0, 0:0, 1:1) Spielbericht | Finnland | Halle I, Bratislava Zuschauer: 316 |

| 1. Januar 2020 16:30 Uhr | USA | 3:0 (2:0, 1:0, 0:0) Spielbericht | Russland | Halle I, Bratislava Zuschauer: 456 |

#### Spiel um Platz 3
| 2. Januar 2020 12:30 Uhr | Russland | 6:1 (2:0, 1:0, 3:1) Spielbericht | Finnland | Halle I, Bratislava Zuschauer: 137 |

#### Finale
| 2. Januar 2020 20:30 Uhr | Kanada | 1:2 n. V. (0:1, 1:0, 0:0, 0:1) Spielbericht | USA | Halle I, Bratislava Zuschauer: 937 |

### Statistik

#### Beste Scorerinnen
Abkürzungen: Sp = Spiele, T = Tore, V = Assists, Pkt = Punkte, +/− = Plus/Minus, SM = Strafminuten; Fett: Turnierbestwert
| Spieler              | Team       | Sp | T | V | Pkt | +/− | SM |
| -------------------- | ---------- | -- | - | - | --- | --- | -- |
| Kristi Schaschkina   | Russland   | 6  | 4 | 4 | 8   | +6  | 4  |
| Sanni Rantala        | Finnland   | 6  | 2 | 5 | 7   | −5  | 2  |
| Polina Lutschnikowa  | Russland   | 6  | 1 | 6 | 7   | +4  | 6  |
| Hana Haasová         | Tschechien | 5  | 4 | 1 | 5   | +6  | 2  |
| Laura Zimmermann     | Schweiz    | 5  | 4 | 1 | 5   | +4  | 6  |
| Kristina Glucharjowa | Russland   | 6  | 4 | 1 | 5   | +3  | 0  |
| Lacey Eden           | USA        | 5  | 2 | 3 | 5   | +5  | 4  |
| Sinja Leemann        | Schweiz    | 5  | 1 | 4 | 5   | −1  | 2  |
| Romana Halušková     | Slowakei   | 5  | 3 | 1 | 4   | −3  | 0  |
| Nelli Laitinen       | Finnland   | 6  | 3 | 1 | 4   | −4  | 2  |

#### Beste Torhüterinnen
Abkürzungen: Sp = Spiele, Min = Eiszeit (in Minuten), GT = Gegentore, SO = Shutouts, Sv% = gehaltene Schüsse (in %), GTS = Gegentorschnitt; Fett: Turnierbestwert
| Spieler           | Team       | Sp | Min    | GT | SO | Sv%   | GTS  |
| ----------------- | ---------- | -- | ------ | -- | -- | ----- | ---- |
| Viktorie Švejdová | Tschechien | 3  | 151:46 | 2  | 0  | 97,33 | 0,79 |
| Skylar Vetter     | USA        | 3  | 195:27 | 4  | 0  | 95,00 | 1,23 |
| Anna Alpatowa     | Russland   | 4  | 243:12 | 6  | 1  | 94,59 | 1,48 |
| Ève Gascon        | Kanada     | 4  | 258:46 | 6  | 0  | 93,75 | 1,39 |
| Ida Boman         | Schweden   | 5  | 298:56 | 9  | 2  | 93,02 | 1,81 |

### Abschlussplatzierungen
| Pl. | Team       |
| --- | ---------- |
| 1   | USA        |
| 2   | Kanada     |
| 3   | Russland   |
| 4   | Finnland   |
| 5   | Schweden   |
| 6   | Tschechien |
| 7   | Schweiz    |
| 8   | Slowakei   |

### Titel, Auf- und Abstieg
| Weltmeister USA | Mia Biotti, Danielle Burgen, Katie Davis, Lacey Eden, Brenna Fuhrman, Emma Gentry, Rachel Golnitz, Rory Guilday, Caroline Harvey, Peyton Hemp, Ella Huber, Lyndie Lobdell, Abbey Murphy, Maggie Nicholson, Kirsten Simms, Amanda Thiele, Skylar Vetter, Makenna Webster, Audrey Wethington, Clara Van Wieren, Haley Winn, Kiara Zanon Trainer: Maura Crowell |

| Silber Kanada | Lindsay Bochna, Jenna Buglioni, Anne Cherkowski, Kendall Cooper, Ève Gascon, Tamara Giaquinto, Nicole Gosling, Charli Kettyle, Anna-Liese King, Maya Labad, Brianna Legros, Émilie Lussier, Alyssa McLeod, Jessie McPherson, Ashley Messier, Ann-Frédérik Naud, Grace Nelles, Kayle Osborne, Sarah Paul, Marianne Picard, Sarah Thompson, Maddi Wheeler, Sarah Wozniewicz Trainer: Howie Draper |

| Bronze Russland | Karina Achmetowa, Anna Alpatowa, Polina Archipowa, Anastassija Astrachanzewa, Warwara Boriskowa, Wiktorija Butorina, Walerija Dryndina, Kristina Glucharjowa, Polina Kiritschenko, Weronika Korschakowa, Sofija Lifatowa, Polina Lutschnikowa, Ilona Markowa, Anastassija Petina, Wita Ponjatowskaja, Kristi Schaschkina, Irina Schigulina, Jelisaweta Schkaljowa, Alyona Schmykowa, Anna Swiridowa, Polina Tarassowa, Julija Wolkowa Trainer: Alexander Syrzow |

| Absteiger in die Division IA:   | Slowakei    |
| Aufsteiger in die Top-Division: | Deutschland |

### Auszeichnungen
Spielertrophäen
| Auszeichnung          | Spielerin          | Team     |
| --------------------- | ------------------ | -------- |
| Beste Torhüterin      | Anna Alpatowa      | Russland |
| Beste Verteidigerin   | Nelli Laitinen     | Finnland |
| Beste Stürmerin       | Kristi Schaschkina | Russland |
| Wertvollste Spielerin | Kristi Schaschkina | Russland |

All-Star-Team
| Angriff:      | Lacey Eden – Laura Zimmermann – Jenna Buglioni |
| Verteidigung: | Sanni Rantala – Kendall Cooper                 |
| Tor:          | Anna Alpatowa                                  |

## Division I

### Gruppe A in Füssen, Deutschland
Das Turnier der Gruppe A der Division I wurde vom 3. bis 9. Januar 2020 im bayerisch-schwäbischen Füssen ausgetragen. Die Spiele fanden in der 3.691 Zuschauer fassenden Arena des Bundesleistungszentrum für Eishockey und Curling statt. Insgesamt besuchten 4.132 Zuschauer die 15 Turnierspiele, was einem Schnitt von 275 pro Partie entspricht.
| 3. Januar 2020 13:00 Uhr (Ortszeit) | Frankreich | 0:5 (0:1, 0:2, 0:2) Spielbericht | Japan | Bundesleistungszentrum für Eishockey, Füssen Zuschauer: 100 |

| 3. Januar 2020 16:30 Uhr | Italien | 0:5 (0:2, 0:1, 0:2) Spielbericht | Deutschland | Bundesleistungszentrum für Eishockey, Füssen Zuschauer: 615 |

| 3. Januar 2020 20:00 Uhr | Dänemark | 1:2 n. P. (0:0, 1:0, 0:1, 0:0, 0:1) Spielbericht | Ungarn | Bundesleistungszentrum für Eishockey, Füssen Zuschauer: 100 |

| 4. Januar 2020 13:00 Uhr | Japan | 5:0 (1:0, 3:0, 1:0) Spielbericht | Italien | Bundesleistungszentrum für Eishockey, Füssen Zuschauer: 100 |

| 4. Januar 2020 16:30 Uhr | Ungarn | 4:1 (1:0, 2:1, 1:0) Spielbericht | Frankreich | Bundesleistungszentrum für Eishockey, Füssen Zuschauer: 215 |

| 4. Januar 2020 20:00 Uhr | Deutschland | 3:0 (1:0, 0:0, 2:0) Spielbericht | Dänemark | Bundesleistungszentrum für Eishockey, Füssen Zuschauer: 541 |

| 6. Januar 2020 13:00 Uhr | Frankreich | 2:1 (0:0, 0:0, 2:1) Spielbericht | Italien | Bundesleistungszentrum für Eishockey, Füssen Zuschauer: 100 |

| 6. Januar 2020 16:30 Uhr | Japan | 7:0 (3:0, 2:0, 2:0) Spielbericht | Dänemark | Bundesleistungszentrum für Eishockey, Füssen Zuschauer: 150 |

| 6. Januar 2020 20:00 Uhr | Deutschland | 2:1 n. P. (0:0, 1:0, 0:1, 0:0, 1:0) Spielbericht | Ungarn | Bundesleistungszentrum für Eishockey, Füssen Zuschauer: 502 |

| 7. Januar 2020 13:00 Uhr | Italien | 6:4 (1:3, 3:0, 2:1) Spielbericht | Dänemark | Bundesleistungszentrum für Eishockey, Füssen Zuschauer: 100 |

| 7. Januar 2020 16:30 Uhr | Ungarn | 1:2 (0:1, 1:1, 0:0) Spielbericht | Japan | Bundesleistungszentrum für Eishockey, Füssen Zuschauer: 150 |

| 7. Januar 2020 20:00 Uhr | Deutschland | 6:0 (1:0, 3:0, 2:0) Spielbericht | Frankreich | Bundesleistungszentrum für Eishockey, Füssen Zuschauer: 567 |

| 9. Januar 2020 11:00 Uhr | Dänemark | 0:2 (0:0, 0:1, 0:1) Spielbericht | Frankreich | Bundesleistungszentrum für Eishockey, Füssen Zuschauer: 175 |

| 9. Januar 2020 14:30 Uhr | Ungarn | 2:3 n. P. (0:1, 1:0, 0:0, 0:0, 0:1) Spielbericht | Italien | Bundesleistungszentrum für Eishockey, Füssen Zuschauer: 100 |

| 9. Januar 2020 18:00 Uhr | Japan | 1:2 (0:0, 0:0, 1:2) Spielbericht | Deutschland | Bundesleistungszentrum für Eishockey, Füssen Zuschauer: 617 |

| Pl. |             | Sp | S | OTS | OTN | N | Tore  | Punkte |
| 1.  | Deutschland | 5  | 4 | 1   | 0   | 0 | 18:02 | 14     |
| 2.  | Japan       | 5  | 4 | 0   | 0   | 1 | 20:03 | 12     |
| 3.  | Ungarn      | 5  | 1 | 1   | 2   | 1 | 10:09 | 7      |
| 4.  | Frankreich  | 5  | 2 | 0   | 0   | 3 | 05:16 | 6      |
| 5.  | Italien     | 5  | 1 | 1   | 0   | 3 | 10:18 | 5      |
| 6.  | Dänemark    | 5  | 0 | 0   | 1   | 4 | 05:20 | 1      |

Abkürzungen: Pl. = Platz, Sp = Spiele, S = Siege, OTS = Siege nach Verlängerung (Overtime) oder Penaltyschießen, OTN = Niederlagen nach Verlängerung oder Penaltyschießen, N = Niederlagen

Erläuterungen: Aufsteiger in die Top-Division, Absteiger in die Division IB

### Gruppe B in Katowice, Polen
Das Turnier der Gruppe B der Division I wurde vom 2. bis 8. Januar 2020 in der polnischen Stadt Katowice ausgetragen. Die Spiele fanden in der 1.417 Zuschauer fassenden Lodowisko Jantor statt. Insgesamt besuchten 2.680 Zuschauer die 15 Turnierspiele, was einem Schnitt von 178 pro Partie entspricht.
| 2. Januar 2020 13:00 Uhr (Ortszeit) | Volksrepublik China | 3:2 n. V. (0:1, 0:1, 2:0, 1:0) Spielbericht | Großbritannien | Lodowisko Jantor, Katowice Zuschauer: 120 |

| 2. Januar 2020 16:30 Uhr | Südkorea | 0:4 (0:1, 0:2, 0:1) Spielbericht | Österreich | Lodowisko Jantor, Katowice Zuschauer: 105 |

| 2. Januar 2020 20:00 Uhr | Polen | 0:1 (0:0, 0:1, 0:0) Spielbericht | Norwegen | Lodowisko Jantor, Katowice Zuschauer: 280 |

| 3. Januar 2020 13:00 Uhr | Großbritannien | 1:0 (0:0, 0:0, 1:0) Spielbericht | Südkorea | Lodowisko Jantor, Katowice Zuschauer: 115 |

| 3. Januar 2020 16:30 Uhr | Norwegen | 1:2 n. V. (1:1, 0:0, 0:0, 0:1) Spielbericht | Volksrepublik China | Lodowisko Jantor, Katowice Zuschauer: 125 |

| 3. Januar 2020 20:00 Uhr | Österreich | 2:1 n. V. (0:1, 0:0, 1:0, 1:0) Spielbericht | Polen | Lodowisko Jantor, Katowice Zuschauer: 299 |

| 5. Januar 2020 13:00 Uhr | Österreich | 4:0 (4:0, 0:0, 0:0) Spielbericht | Volksrepublik China | Lodowisko Jantor, Katowice Zuschauer: 125 |

| 5. Januar 2020 16:30 Uhr | Norwegen | 7:1 (3:1, 2:0, 2:0) Spielbericht | Großbritannien | Lodowisko Jantor, Katowice Zuschauer: 155 |

| 5. Januar 2020 20:00 Uhr | Südkorea | 2:1 (1:1, 1:0, 0:0) Spielbericht | Polen | Lodowisko Jantor, Katowice Zuschauer: 299 |

| 7. Januar 2020 13:00 Uhr | Norwegen | 2:3 n. V. (0:1, 1:1, 1:0, 0:1) Spielbericht | Südkorea | Lodowisko Jantor, Katowice Zuschauer: 100 |

| 7. Januar 2020 16:30 Uhr | Großbritannien | 0:3 (0:1, 0:0, 0:2) Spielbericht | Österreich | Lodowisko Jantor, Katowice Zuschauer: 155 |

| 7. Januar 2020 20:00 Uhr | Polen | 1:3 (0:1, 0:1, 1:1) Spielbericht | Volksrepublik China | Lodowisko Jantor, Katowice Zuschauer: 299 |

| 8. Januar 2020 13:00 Uhr | Österreich | 1:2 (0:0, 0:1, 1:1) Spielbericht | Norwegen | Lodowisko Jantor, Katowice Zuschauer: 94 |

| 8. Januar 2020 16:30 Uhr | Volksrepublik China | 4:2 (0:1, 1:0, 3:1) Spielbericht | Südkorea | Lodowisko Jantor, Katowice Zuschauer: 110 |

| 8. Januar 2020 20:00 Uhr | Großbritannien | 1:5 (0:0, 0:2, 1:3) Spielbericht | Polen | Lodowisko Jantor, Katowice Zuschauer: 299 |

| Pl. |                     | Sp | S | OTS | OTN | N | Tore  | Punkte |
| 1.  | Norwegen            | 5  | 3 | 0   | 2   | 0 | 13:07 | 11     |
| 2.  | Österreich          | 5  | 3 | 1   | 0   | 1 | 14:03 | 11     |
| 3.  | Volksrepublik China | 5  | 2 | 2   | 0   | 1 | 12:10 | 10     |
| 4.  | Südkorea            | 5  | 1 | 1   | 0   | 3 | 07:12 | 5      |
| 5.  | Polen               | 5  | 1 | 0   | 1   | 3 | 08:09 | 4      |
| 6.  | Großbritannien      | 5  | 1 | 0   | 1   | 3 | 05:18 | 4      |

Abkürzungen: Pl. = Platz, Sp = Spiele, S = Siege, OTS = Siege nach Verlängerung (Overtime) oder Penaltyschießen, OTN = Niederlagen nach Verlängerung oder Penaltyschießen, N = Niederlagen

Erläuterungen: Aufsteiger in die Division IA, Absteiger in die Division IIA

### Auf- und Abstieg
| Absteiger in die Division IA:   | Slowakei                |
| Aufsteiger in die Top-Division: | Deutschland             |
| Absteiger in die Division IB:   | Dänemark                |
| Aufsteiger in die Division IA:  | Norwegen                |
| Absteiger in die Division IIA:  | Großbritannien          |
| Aufsteiger in die Division IB:  | Republik China (Taiwan) |

## Division II

### Gruppe A in Eindhoven, Niederlande
Das Turnier der Gruppe A der Division II wurde vom 25. bis 28. Januar 2020 in der niederländischen Stadt Eindhoven ausgetragen. Die Spiele fanden im 1.800 Zuschauer fassenden IJssportcentrum statt. Insgesamt besuchten 2.801 Zuschauer die sechs Turnierspiele, was einem Schnitt von 466 pro Partie entspricht.
| 25. Januar 2020 16:30 Uhr (Ortszeit) | Republik China (Taiwan) | 2:1 (0:1, 0:0, 2:0) Spielbericht | Niederlande | IJssportcentrum, Eindhoven Zuschauer: 963 |

| 25. Januar 2020 20:00 Uhr | Kasachstan | 2:3 n. V. (0:0, 1:1, 1:1, 0:1) Spielbericht | Australien | IJssportcentrum, Eindhoven Zuschauer: 102 |

| 26. Januar 2020 16:30 Uhr | Niederlande | 2:0 (2:0, 0:0, 0:0) Spielbericht | Australien | IJssportcentrum, Eindhoven Zuschauer: 702 |

| 26. Januar 2020 20:00 Uhr | Kasachstan | 3:4 n. V. (1:1, 1:1, 1:1, 0:1) Spielbericht | Republik China (Taiwan) | IJssportcentrum, Eindhoven Zuschauer: 125 |

| 28. Januar 2020 15:30 Uhr | Australien | 3:4 (1:1, 1:1, 1:2) Spielbericht | Republik China (Taiwan) | IJssportcentrum, Eindhoven Zuschauer: 209 |

| 28. Januar 2020 19:00 Uhr | Niederlande | 4:1 (0:0, 3:0, 1:1) Spielbericht | Kasachstan | IJssportcentrum, Eindhoven Zuschauer: 700 |

| Pl. |                         | Sp | S | OTS | OTN | N | Tore  | Punkte |
| 1.  | Republik China (Taiwan) | 3  | 2 | 1   | 0   | 0 | 10:07 | 8      |
| 2.  | Niederlande             | 3  | 2 | 0   | 0   | 1 | 07:03 | 6      |
| 3.  | Australien              | 3  | 0 | 1   | 0   | 2 | 06:08 | 2      |
| 4.  | Kasachstan              | 3  | 0 | 0   | 2   | 1 | 06:11 | 2      |

Abkürzungen: Pl. = Platz, Sp = Spiele, S = Siege, OTS = Siege nach Verlängerung (Overtime) oder Penaltyschießen, OTN = Niederlagen nach Verlängerung oder Penaltyschießen, N = Niederlagen

Erläuterungen: Aufsteiger in die Division IB, Absteiger in die Division IIB

### Gruppe B in Mexiko-Stadt, Mexiko
Das Turnier der Gruppe B der Division II wurde vom 28. Januar bis 2. Februar 2020 in der mexikanischen Hauptstadt Mexiko-Stadt ausgetragen. Die Spiele fanden in der Pista de Hielo Santa Fe statt. Insgesamt besuchten 1.378 Zuschauer die zehn Turnierspiele, was einem Schnitt von 137 pro Partie entspricht.

#### Vorrunde
| 28. Januar 2020 16:00 Uhr (Ortszeit) | 28. Januar 2020 23:00 Uhr (MEZ) | Türkei | 3:2 (1:0, 2:0, 0:2) Spielbericht | Neuseeland | Pista de Hielo Santa Fe, Mexiko-Stadt Zuschauer: 68 |

| 28. Januar 2020 20:00 Uhr | 29. Januar 2020 3:00 Uhr | Mexiko | 2:3 (0:0, 0:0, 2:3) Spielbericht | Spanien | Pista de Hielo Santa Fe, Mexiko-Stadt Zuschauer: 225 |

| 29. Januar 2020 16:00 Uhr | 29. Januar 2020 23:00 Uhr | Spanien | 6:1 (1:0, 2:0, 3:1) Spielbericht | Neuseeland | Pista de Hielo Santa Fe, Mexiko-Stadt Zuschauer: 72 |

| 29. Januar 2020 19:30 Uhr | 30. Januar 2020 2:30 Uhr | Türkei | 2:0 (0:0, 1:0, 1:0) Spielbericht | Mexiko | Pista de Hielo Santa Fe, Mexiko-Stadt Zuschauer: 188 |

| 30. Januar 2020 16:00 Uhr | 30. Januar 2020 23:00 Uhr | Spanien | 9:0 (3:0, 4:0, 2:0) Spielbericht | Türkei | Pista de Hielo Santa Fe, Mexiko-Stadt Zuschauer: 65 |

| 30. Januar 2020 19:30 Uhr | 31. Januar 2020 2:30 Uhr | Neuseeland | 1:2 (0:1, 1:1, 0:0) Spielbericht | Mexiko | Pista de Hielo Santa Fe, Mexiko-Stadt Zuschauer: 183 |

| Pl. |            | Sp | S | OTS | OTN | N | Tore  | Punkte |
| 1.  | Spanien    | 3  | 3 | 0   | 0   | 0 | 18:03 | 9      |
| 2.  | Türkei     | 3  | 2 | 0   | 0   | 1 | 05:11 | 6      |
| 3.  | Mexiko     | 3  | 1 | 0   | 0   | 2 | 04:06 | 3      |
| 4.  | Neuseeland | 3  | 0 | 0   | 0   | 3 | 04:11 | 0      |

Abkürzungen: Pl. = Platz, Sp = Spiele, S = Siege, OTS = Siege nach Verlängerung (Overtime) oder Penaltyschießen, OTN = Niederlagen nach Verlängerung oder Penaltyschießen, N = Niederlagen

#### Finalrunde
|  | Halbfinale | Halbfinale | Halbfinale |                  |  | Finale | Finale     | Finale |
|  |            |            |            |                  |  |        |            |        |
|  |            |            |            |                  |  |        |            |        |
|  | 1          | Spanien    | 2          |                  |  |        |            |        |
|  | 4          | Neuseeland | 1          |                  |  | 1      | Spanien    | 7      |
|  |            |            |            |                  |  | 2      | Türkei     | 0      |
|  |            |            |            |                  |  |        |            |        |
|  |            |            |            | Spiel um Platz 3 |  |        |            |        |
|  | 2          | Türkei     | 4          |                  |  |        |            |        |
|  | 3          | Mexiko     | 2          |                  |  | 4      | Neuseeland | 3      |
|  |            |            |            |                  |  | 3      | Mexiko     | 6      |
|  |            |            |            |                  |  |        |            |        |

Halbfinale
| 1. Februar 2020 16:00 Uhr (Ortszeit) | 1. Februar 2020 23:00 Uhr (MEZ) | Spanien | 2:1 n. V. (0:0, 1:0, 0:1, 1:0) Spielbericht | Neuseeland | Pista de Hielo Santa Fe, Mexiko-Stadt Zuschauer: 89 |

| 1. Februar 2020 19:30 Uhr | 2. Februar 2020 2:30 Uhr | Türkei | 4:2 (1:0, 1:1, 2:1) Spielbericht | Mexiko | Pista de Hielo Santa Fe, Mexiko-Stadt Zuschauer: 258 |

Spiel um Platz 3
| 2. Februar 2020 16:00 Uhr | 2. Februar 2020 23:00 Uhr | Neuseeland | 3:6 (1:4, 1:0, 1:2) Spielbericht | Mexiko | Pista de Hielo Santa Fe, Mexiko-Stadt Zuschauer: 128 |

Finale
| 2. Februar 2020 19:30 Uhr | 3. Februar 2020 2:30 Uhr | Spanien | 7:0 (3:0, 1:0, 3:0) Spielbericht | Türkei | Pista de Hielo Santa Fe, Mexiko-Stadt Zuschauer: 102 |

#### Abschlussplatzierungen
| Pl. | Team       |
| --- | ---------- |
| 1   | Spanien    |
| 2   | Türkei     |
| 3   | Mexiko     |
| 4   | Neuseeland |

### Auf- und Abstieg
| Absteiger in die Division IIA:  | Großbritannien          |
| Aufsteiger in die Division IB:  | Republik China (Taiwan) |
| Absteiger in die Division IIB:  | Kasachstan              |
| Aufsteiger in die Division IIA: | Spanien                 |